# Wheeler Dryden
Wheeler Dryden, nato George Dryden Wheeler Jr. (Brixton, 31 agosto 1892 – Los Angeles, 30 settembre 1957), è stato un attore e regista britannico naturalizzato statunitense.

## Biografia
Era figlio dell'attrice inglese Hannah Chaplin e dell'intrattenitore di music-hall inglese Leo Dryden, quindi fratellastro degli attori Charlie Chaplin e Sydney Chaplin. Inizialmente suo padre lo allontanò dalla madre, che era stata ricoverata in un manicomio, mentre dei due fratellastri non venne a conoscenza fino al 1915. Dryden adottò l'uso di questo nome come cognome.
Si trasferì negli Stati Uniti nel 1918 insieme alla madre e ai due fratellastri. Qui lavorò come attore e regista, a volte assistendo Charlie Chaplin. 
Nel 1922 apparve nel film muto Mud and Sand al fianco di Stan Laurel. Nel 1928 fu regista del film A Little Bit of Fluff, in cui recitò Sydney Chaplin. Interpretò lo spettacolo teatrale di Broadway Wings Over Europe nel periodo 1928-1929.
Nel 1936 divenne cittadino statunitense naturalizzato. Dal 1938 al 1943 fu sposato con Alice Chapple, da cui ebbe un figlio, Spencer Dryden, diventato poi musicista rock in importanti band statunitensi come Jefferson Airplane e New Riders of the Purple Sage.
Lavorò nei Chaplin Studios di Charlie Chaplin come assistente alla regia de Il grande dittatore (1940) e Monsieur Verdoux (1947). Apparve nei ruoli secondari di un dottore e di un clown nel film Luci della ribalta (1952).
Quando Charlie Chaplin lasciò l'America per la Svizzera, Dryden gestì la liquidazione degli affari del fratellastro a Hollywood fino al 1954, quando lo studio fu venduto. Nei suoi ultimi anni soffrì di malattie mentali e solitudine, difficoltà esacerbate anche dalle indagini dell'FBI sul fratello, durante il periodo di azioni anti-comuniste da parte del governo statunitense e degli studi di Hollywood.
Dryden morì a Los Angeles nel 1957, all'età di 65 anni.

## Filmografia

### Attore
- Tom's Little Star, regia di George Terwilliger (1919)
- The Crucifix of Destiny, regia di R. Dale Armstrong (1920)
- False Women, regia di R. Dale Armstrong (1921)
- Penrod, regia di Marshall Neilan (1922) - non accreditato
- Mud and Sand, regia di Gilbert Pratt (1922)
- Songs of France, regia di James A. FitzPatrick (1926)
- Songs of Italy (1926)
- Jacques Bizet (1927)
- Il grande dittatore (The Great Dictator), regia di Charlie Chaplin (1940) - voce
- Monsieur Verdoux, regia di Charlie Chaplin (1947) - non accreditato
- Luci della ribalta (Limelight), regia di Charlie Chaplin (1952)

### Altri crediti
- A Little Bit of Fluff (1928) - regista
- Il grande dittatore (The Great Dictator) (1940) - assistente alla regia
- Monsieur Verdoux (1947) - regista di seconda unità